# ترینافتیلن
ترینافتیلن (انگلیسی: Trinaphthylene) نوعی ترکیب شیمیایی است که در ساختار خود دارای سی عدد اتم کربن می‌باشد.